# Abutilon hulseanum
Abutilon hulseanum är en malvaväxtart som först beskrevs av John Torrey och Gray, och fick sitt nu gällande namn av John Torrey och Asa Gray. Abutilon hulseanum ingår i släktet klockmalvor, och familjen malvaväxter. Inga underarter finns listade i Catalogue of Life.